# Levelland
La ville de Levelland est le siège du comté de Hockley, dans l’État du Texas, aux États-Unis. Sa population s’élevait à 13 542 habitants lors du recensement de 2010, estimée à 13 628 habitants en 2017.

## Source
- (en) Cet article est partiellement ou en totalité issu de l’article de Wikipédia en anglais intitulé « Levelland, Texas » (voir la liste des auteurs).